# Gisela Thome
Gisela Thome (* 1938 in Düsseldorf) ist eine deutsche Lehrerin sowie Sprach- und Übersetzungswissenschaftlerin. Sie war bis 2013 Privatdozentin an der Universität des Saarlandes.

## Leben
Gisela Thome studierte Romanistik, Anglistik, Philosophie und Pädagogik in Bonn und Saarbrücken. 1967 promovierte sie über die sprachliche Gliederung Frankreichs und habilitierte sich. Nach dreijährigem Schuldienst arbeitete sie von 1971 bis 2013 als zunächst als wissenschaftliche Mitarbeiterin, dann als Privatdozentin am Institut für Übersetzen und Dolmetschen der Universität des Saarlandes. Außerdem war sie für zehn Semester als Lehrbeauftragte an der Universität Magdeburg tätig.

## Mitgliedschaften
- Gesellschaft für Angewandte Linguistik (GAL)
- Deutsche Gesellschaft für Übersetzungs- und Dolmetschwissenschaft (DGÜD)
- Frankoromanisten-Verband (FRV)
- Beirat der Zeitschrift Mont Cameroun

## Scshriften (Auswahl)
- Sprachgeschichtlicher Kommentar zu dem Satz ‚Vous auriez dû voir comme les arbres en étaient chargés‘ des "Atlaslinguistique de la France". Ein Beitrag zur sprachlichen Gliederung Frankreichs. Saarbrücken, Selbstverlag 1968 (Dissertation).
- Zusammen mit Wolfram Wills (Hrsg.): Aspekte der theoretischen, sprachenpaarbezogenen und angewandten Übersetzungswissenschaft I und II. Saarbrücken/Heidelberg, Groos 1974.
- Zusammen mit Wolfgang Kühlwein und Wolfram Wills (Hrsg.): Kontrastive Linguistik und Übersetzungswissenschaft. München, Fink 1981.
- Zusammen mit  José Rodríguez Richart und Wolfram Wilss (Hrsg.): Fachsprachenforschung und Fachsprachenlehre – Schwerpunkt Spanisch. Tübingen, Narr 1982.
- Zusammen mit Reiner Arntz (Hrsg.): Übersetzungswissenschaft – Ergebnisse und Perspektiven. Festschrift für Wolfram Wilss. Tübingen, Narr 1990.
- Übersetzen als interlinguales und interkulturelles Sprachhandeln: Theorien – Methodologie – Ausbildung. Berlin, Frank & Timme, 2011.